# 伊利亞希夫卡 (日托米爾州)
50°45′57″N 27°36′48″E / 50.76583°N 27.61333°E
伊利亞希夫卡（羅馬化：Illiashivka）是烏克蘭北部的村莊，隸屬日托米爾州的茲維亞赫爾區。該村面積5.51平方公里，海拔高度209米，2001年人口70，人口密度每平方公里12.7人。